# Ivan I. Drašković
Ivan I. Drašković (nepoznata godina rođenja, umro 1566.(?)) član je hrvatske plemićke obitelji Drašković.

## O njemu
Bio je treći sin Bartola Draškovića i Ane rođene Utješinović. Rođen je najvjerojatnije u dvorcu Draškovićâ u Bilini, zapadno od Knina, kao i njegova braća Juraj (budući biskup i hrvatski ban) i Gašpar.
Spominje se u nekoliko obiteljskih darovnica i kao zapovjednik vojnih konjaničkih četa. Prema nekim povijesnim izvorima poginuo je mlad u borbama s Turcima 1566. prigodom obrane ugarske tvrđave Siget, kao jedan od zapovjednika hrvatsko-ugarske vojne posade kojoj je na čelu bio junak Nikola Šubić Zrinski.
Ivan I. Drašković nije imao potomstva. Obiteljsku lozu nastavio je njegov nećak Ivan II., sin njegova brata Gašpara, koji je bio hrvatski ban u vremenu od 1596. do 1608. godine.